# Ikli
Ikli (ar. اﻳﻘﻠﻰ, fr. Igli) – miasto w północnej Algierii, w prowincji Baszszar.